# Guatavita (Colombia)
Guatavita è un comune della Colombia facente parte del dipartimento di Cundinamarca.

## Storia
Il centro abitato venne fondato da Miguel De Ibarra nel 1593.
Il comune sorge nei pressi della laguna di Guatavita, lago sacro alla dea omonima della civiltà Muisca, dalla quale sia la laguna che il comune traggono il loro nome. Lo stemma del comune rappresenta la dea e, per estensione, le acque della laguna.